# Автошлях E80
Європейський маршрут E80 — транс'європейська автомагістраль класу А. З'єднує місто Лісабон, Португалія з містом Гюрбулак, Туреччина, на кордоні з Іраном. Маршрут проходить через 11 країн і має довжину 6 102 км.

## Країни та міста, через які проходить автомагістраль
- Португалія: Лісабон -  Сантарен - Лейрія - Коїмбра - Авейру - Візеу - Гуарда - Вілар-Формозу -

- Іспанія:  Саламанка - Бургос - Сан-Себастьян - Ірун -

- Франція: Андай -  По - Тулуза - Нарбонна - Монпельє - Арль - Екс-ан-Прованс - Канни - Ніцца -

- Монако: Монте-Карло -

- Італія: Вентімілья - Савона - Генуя -  Спеція - Піза - Гроссето - Рим - Пескара (Пором в Хорватію) -

- Хорватія: Дубровник - Цавтат -

- Чорногорія: Подгориця - Бієло-Полє - Рожає -

- Косово: Печ - Приштина -

- Сербія: Ніш -  Димитровград -

- Болгарія:  Драгоман - Софія - Пловдив -  Свиленград -

- Туреччина: Капікуле - Едірне - Стамбул - Измит - Гереде - Мерзифон - Ерзурум - Гюрбулак (на турецько-іранському кордоні) -

- Іран: Базарган (на турецько-іранському кордоні)

## Координати
- На заході - Лісабон 100000_type: landmark_region: PT&title=E80+Western+Terminus 38°47′24.2″ пн. ш. 9°6′49.6″ зх. д. / 38.790056° пн. ш. 9.113778° зх. д.
- На сході - Гюрбулак 100000_type: landmark_region: TR&title=E80+Eastern+Terminus 39°24′37″ пн. ш. 44°22′41.6″ сх. д. / 39.41028° пн. ш. 44.378222° сх. д.

## Фотографії

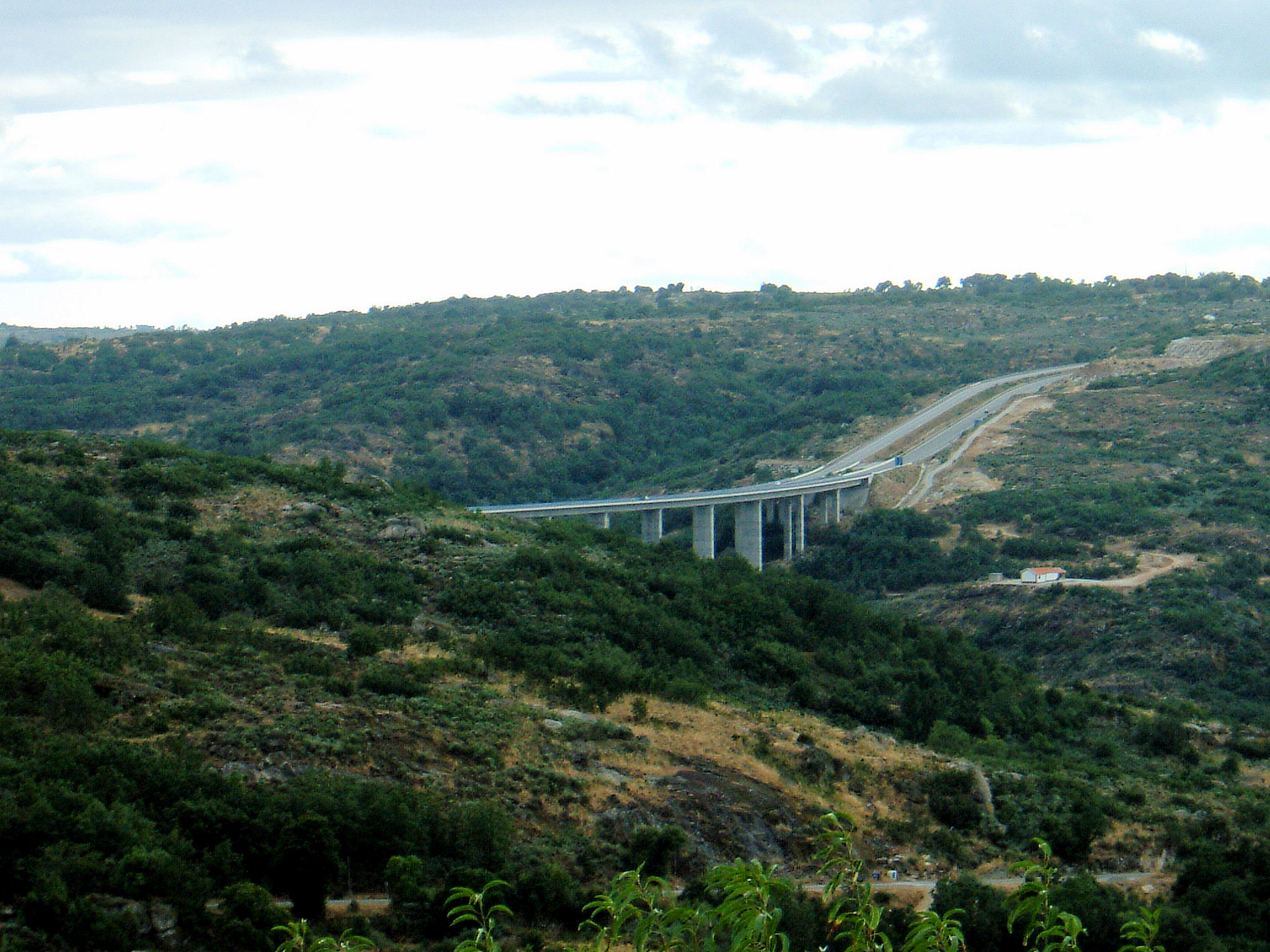
Ділянка траси Е80 між містами Авейру і Вілар-Формозу
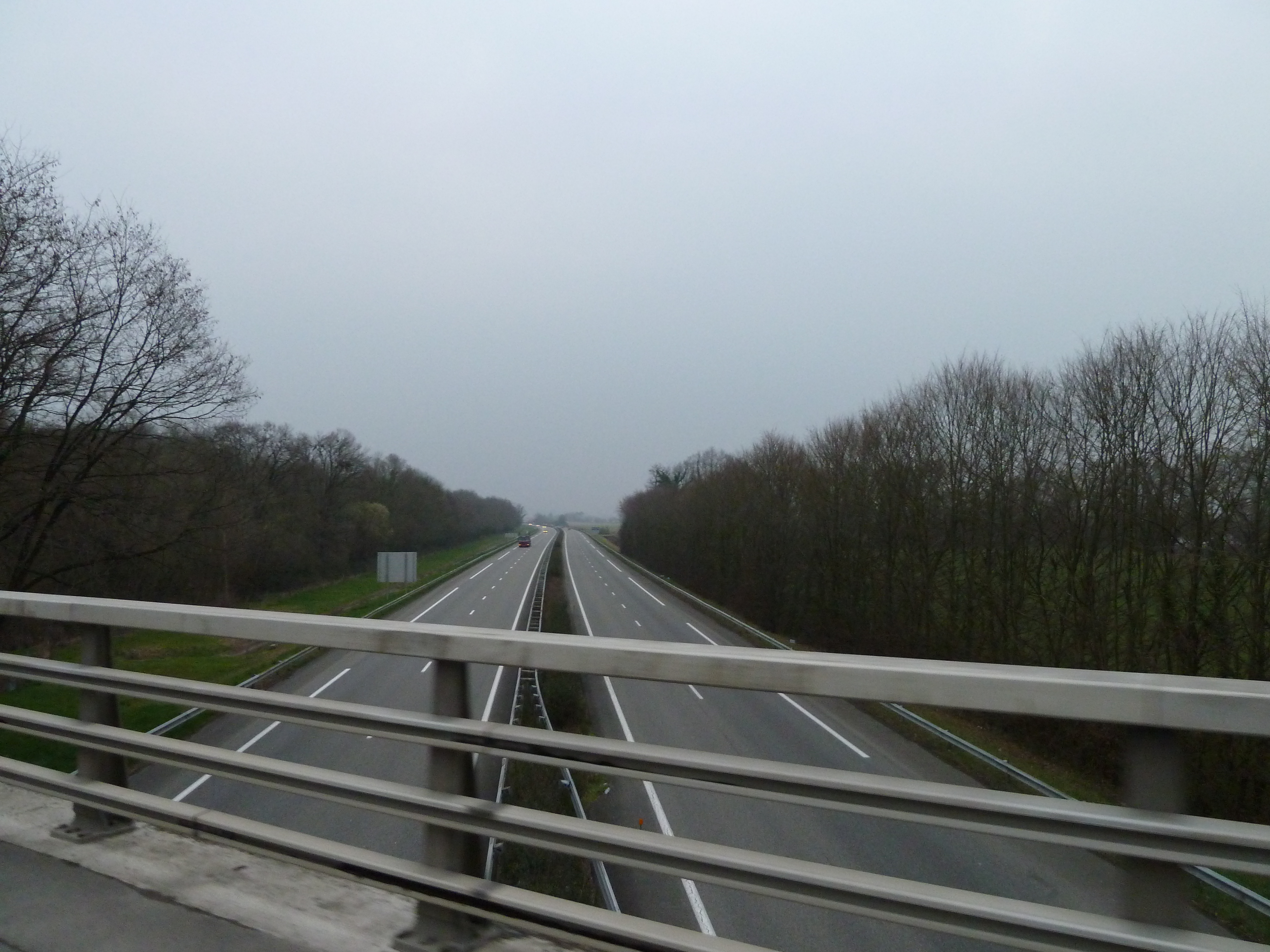
Автомагістраль A64 біля Пау (Франція)
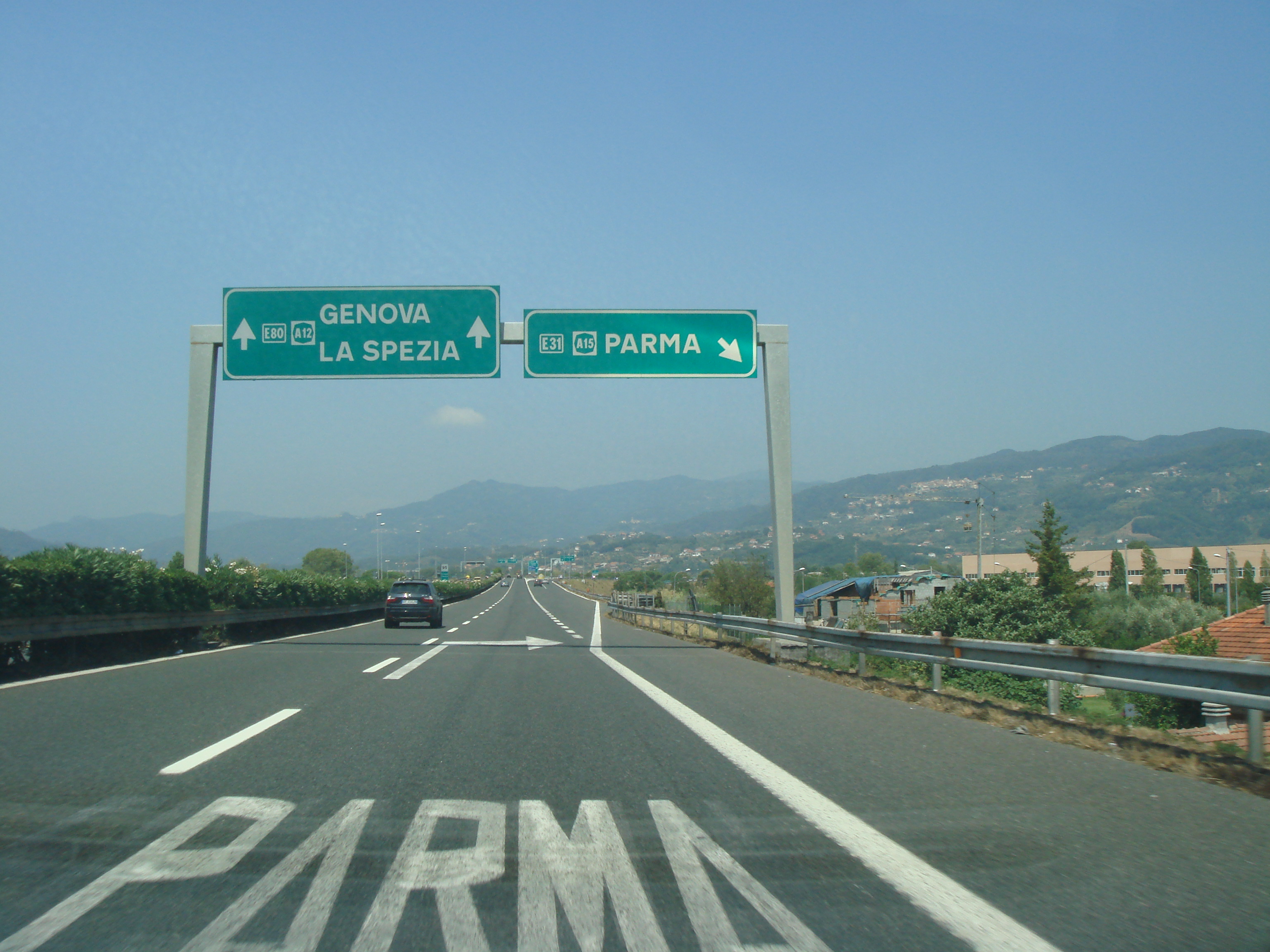
Італія
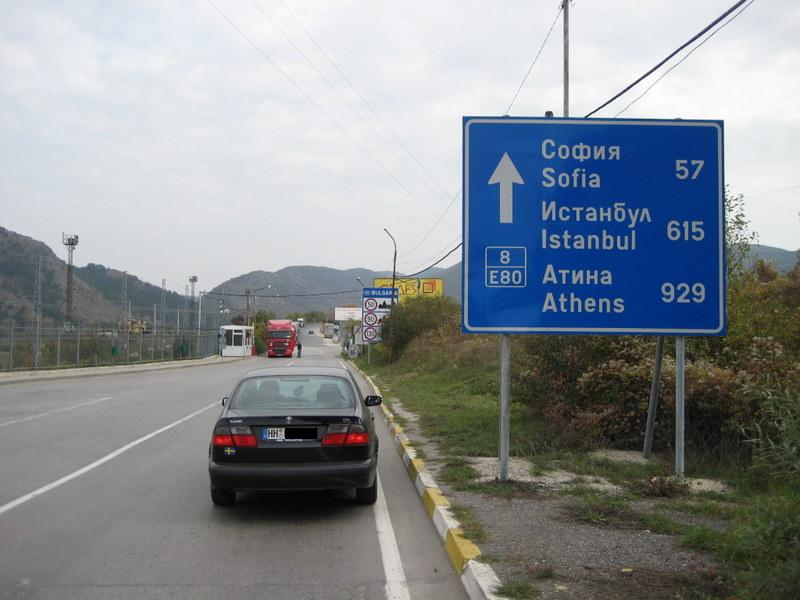
Біля міста Драгоман, Болгарія, на кордоні з Сербією
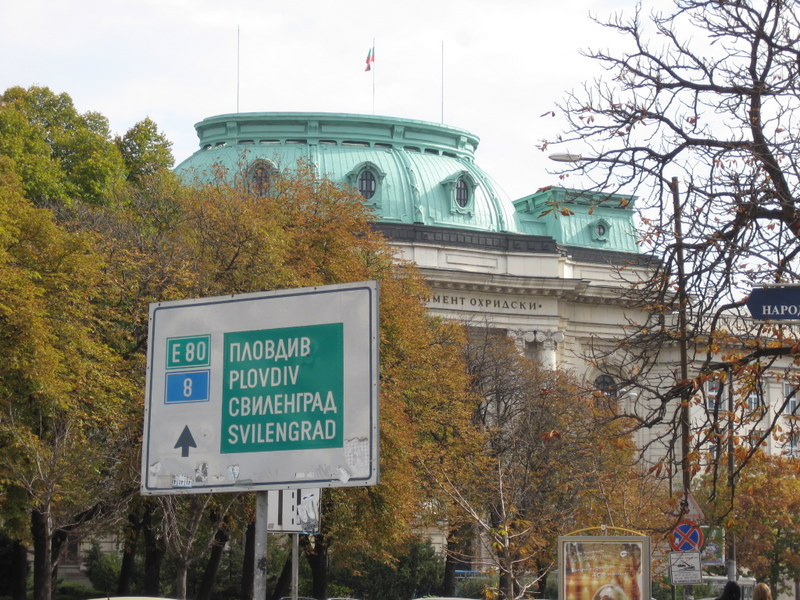
Знак на в'їзді в Софію, Болгарія

## Див. Також
- Список європейських автомобільних маршрутів